# 迪波西特 (紐約州村)
迪波西特（英語：Deposit）是位於美國紐約州布魯姆縣及特拉華縣的村。

## 人口
根據2020年美國人口普查的數據，迪波西特的面積為3.41平方千米，當中陸地面積為3.27平方千米，而水域面積為0.14平方千米。當地共有人口1387人，而人口密度為每平方千米407人。